# 浪琴石园

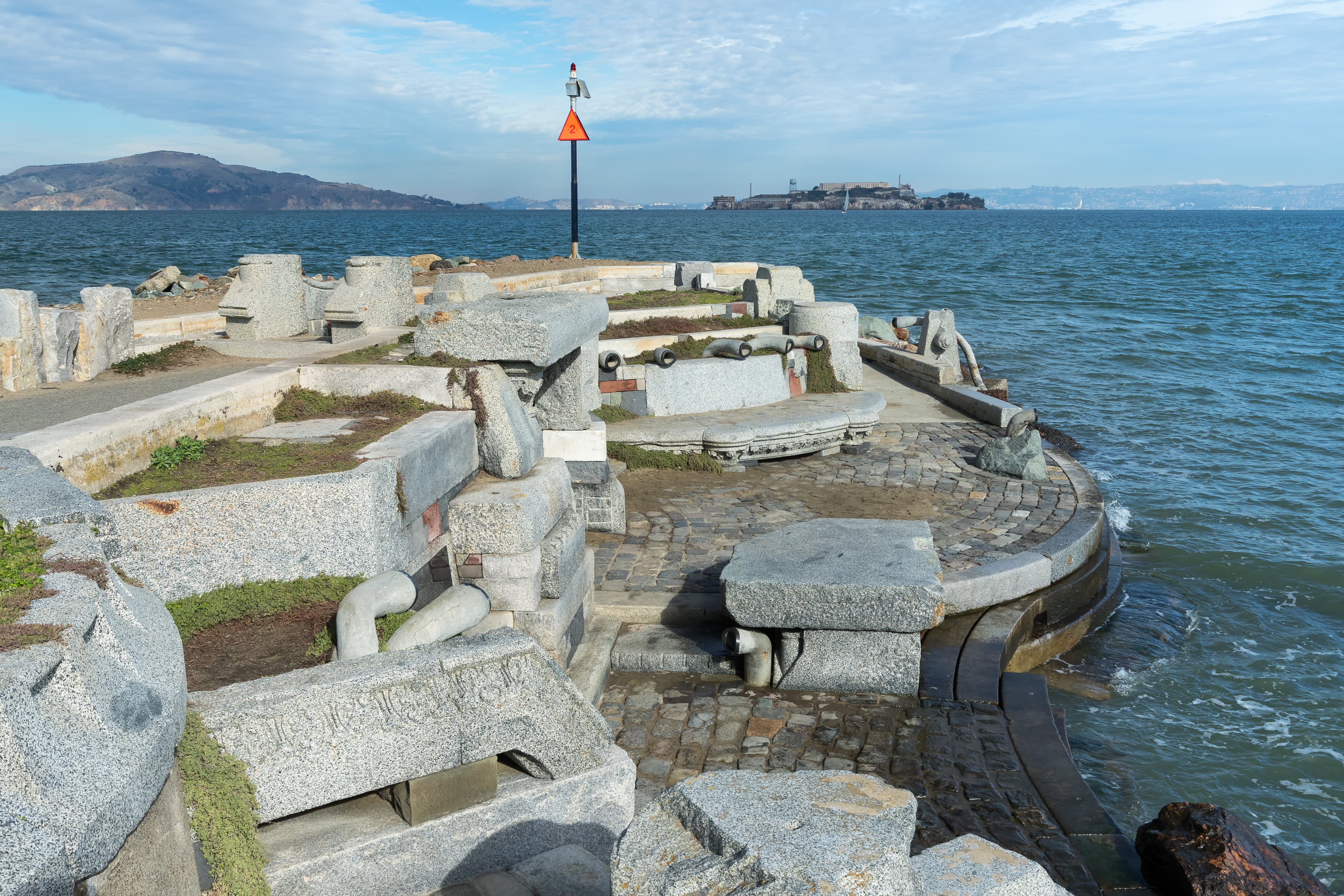
浪琴石园

浪琴石园（Wave Organ）是美国旧金山的一个听觉艺术装置，位于旧金山湾海岸的海滨绿地公路，从金门游艇俱乐部延伸的土地的尾部。1986年5月由科学探索博物馆（Exploratorium）艺术家彼得·理查兹与雕塑家、石匠乔治·冈萨雷斯合作设计。
浪琴由25个PVC风琴管组成，与海湾的波浪相互作用，发出各种音色的声音效果，包括隆隆声，咕咕声，嘶嘶声，取决于潮汐的级别。该建筑设有石质平台和长凳，游客可以坐在靠近管道口的地方聆听。
浪琴石园使用的石块来自废弃的劳雷尔山公墓。